# KAZRU
KAZRU（カズル）は、福岡を中心に活動する北海道白滝村出身の男性シンガーソングライターである。

## 経歴
2005年よりiNiSiE(イニシエ)のメンバーとして福岡を中心に活動。 
2007年9月「あなたの歌」がさかえ屋のCMソングとなる。 
2009年1月1日にシングルCD収録の6曲を含む全15曲+プロモーションDVDの2枚組「誕生」をリリース。
さだまさし氏の楽曲『愛~あなたに会いたい』をカバー曲としてリリース。 西日本新聞130周年キャンペーンソングとしてCM起用。 
福岡県那珂川町の新たなテーマソングを依頼され制作『那珂川お祭りサンバ』 iNiSiEが活動休止。
2009年12月KAZRUとしてアーティスト活動開始。
2009年12月16日、タワーレコードより『KAZRU』ファーストアルバム発売。 
2010年主催イベント『HARVEST』を発足。
ONE☆DRAFT、SHIKATA、日之内エミ、CICO from BENNEI K、AZU、Tiara、LEO数々のアーティストが出演。
同年、地元有力アーティストをゲストに迎えfeatアルバム『HARVEST』をプロデュース。
2012年5月2日〈中洲の夜王〉をコンセプトに制作したアルバム『中洲の夜王』をリリース。 プロデューサーにナオト・インティライミやBIG BANG等の楽曲プロデュースを手掛けているSHIKATAを迎え、 全ての女性達へ捧げる渾身のバラード「中洲」を収録。
2013年9月 NICE DADDYを結成。 
2014年8月にリリースした1stシングル  『ダディ男騎士30』が10月の全国有線ランキング10位を記録。
2014年 KAZRU、Des.Art、AROMAの3組から構成されたコラボユニット『SUPER DUPER』を発足。 
2015年7月 エフエム福岡にて初の冠番組 「LITTLE miyake KAZRUのサタデーナイトミストン」スタート! 毎週土曜日25:00-25:30 OA。
2019年4月 エフエム福岡にて「LITTLE miyake KAZRUのmusic miston」スタート！毎週木曜日20:25-20:55 OA。
2019年4月1日 「dress」リリース。配信のみ。iTunes R&Bデイリーチャート 2位を記録。
BJsHshqfxmjsJsgdkkuq,nscue
- 「KINg Smile」1st デモCD

1. oneday☆onestep
2. neon
3. 僕は僕の道へ
4. 333
5. 七色
6. 僕は僕の道へ（Piano）
7. Bonustruck（feelit）

- 「KAZRU」 1stミニアルバム

1. 333〜未知なる道の向こうへ〜
2. NEON
3. HOLIDAY
4. 僕は僕の道へ
5. Make love
6. OnedayOnestep
7. 七色
8. Bigsmile

- 「Message」 2ndミニアルバム

1. Message
2. Pleasure
3. Feel it feat.KIHO
4. My ｗｉｓｈ
5. Message（inst.）